# 花の係長
『花の係長』（はなのかかりちょう）は、園山俊二作の漫画。また、それを原作としたテレビアニメ。
漫画は『週刊ポスト』（小学館）に連載された。

## テレビアニメ
『まんが 花の係長』（開始当初は『花の係長』。第7回より改題）の番組名で、毎日放送、TBS系列で放送された。放送期間は1976年10月3日から1977年3月27日までで、放送回数は全25回。
原作がサラリーマンを中心とした成人層を対象とした作品であったため、22時台に放送された。

### スタッフ
- 原作：園山俊二
- プロデューサー：井口亮（毎日放送）[2]、稲田伸生（東京ムービー）
- アシスタントプロデューサー：仙石鎮彦
- 作画監督：香西隆男
- 美術監督：小林七郎
- 撮影監督：三沢勝治
- 録音監督：斉藤敏夫
- 音楽：玉木宏樹、かまやつひろし（1回 - 5回）
- 原画：前田実、鈴木欽一郎、森下圭介、米川功信、児玉兼嗣、北原健雄、篠田章 他
- 美術設定：白坂のり子
- 背景：小林プロダクション
- 撮影：東京アニメーションフィルム、スタジオ珊瑚礁
- 効果：片岡陽三
- 録音技術：山下欽也
- 文芸担当：山崎敬之、小野田博之
- 編集：東放制作
- 制作進行：松元理人、向坪利次、小林緩次、本間一行
- タイトルデザイン：高具秀雄
- 録音：東北新社
- 現像：東京現像所
- 制作：毎日放送、東京ムービー

### 主題歌
オープニングテーマ
「花の係長」
作詞 - 園山俊二 / 作曲 - かまやつひろし / 編曲 - あかのたちお / 歌、台詞 - こおろぎ’73
エンディングテーマ
「嗚呼!花の係長」
作詞 - 園山俊二 / 作曲 - はら・まき / 編曲 - あかのたちお / 歌 - こおろぎ’73
上記2曲を収録したEPレコードは、日本コロムビアより発売され、後にCD化も実現している。なおコロムビア発CD「続々・テレビまんが主題歌のあゆみ」には収録されていない。

### 各話リスト
| 回数 | 放送日         | サブタイトル               | 脚本     | 演出     |
| ---- | -------------- | -------------------------- | -------- | -------- |
| 1    | 1976年 10月3日 | 係長に任ず!                | 山崎晴哉 | 棚橋一徳 |
| 1    | 1976年 10月3日 | オレ、男、38歳             | 伊東恒久 | 岡崎稔   |
| 2    | 10月10日       | ナイターで泣いたァ!        | 山崎晴哉 | 永丘昭典 |
| 2    | 10月10日       | 男が燃えてる日             | 伊東恒久 | 岡崎稔   |
| 3    | 10月17日       | 気になるおバイオリン       | 城山昇   | 棚橋一徳 |
| 3    | 10月17日       | 出張はつかれる             | 城山昇   | 石黒昇   |
| 4    | 10月24日       | ケチケチ接待               | 山崎晴哉 | 今沢哲男 |
| 4    | 10月24日       | この土地一坪二千万         | 杉山義浩 | 石黒昇   |
| 5    | 10月31日       | ああ騒然!大運動会          | 山崎晴哉 | 石黒昇   |
| 5    | 10月31日       | 純愛かポルノか?            | 城山昇   | 永丘昭典 |
| 6    | 11月7日        | 花の散らせ方教えます       | 伊東恒久 | 棚橋一徳 |
| 6    | 11月7日        | なんでもマル秘マル秘マル秘 | 山崎晴哉 | 石黒昇   |
| 7    | 11月14日       | 団交・起て!全国の係長      | 伊東恒久 | 石黒昇   |
| 7    | 11月14日       | ダイコンと宝くじ           | 杉江彗子 | 岡崎稔   |
| 8    | 11月21日       | ヨーコの勤労感謝の日       | 伊東恒久 | 永丘昭典 |
| 8    | 11月21日       | ああ、女装の係長           | 杉江彗子 | 棚橋一徳 |
| 9    | 11月28日       | 狂乱の大ボーナス           | 山崎晴哉 | 石黒昇   |
| 9    | 11月28日       | 男の男の悩み               | 城山昇   | 岡崎稔   |
| 10   | 12月12日       | 美女とモモヒキ             | 杉江彗子 | 今沢哲男 |
| 10   | 12月12日       | お嫁にいけなくなっちゃう   | 城山昇   | 御厨恭輔 |
| 11   | 12月19日       | ピンク・クリスマス         | 山崎晴哉 | 石黒昇   |
| 11   | 12月19日       | ヨーコの浮気?              | 伊東恒久 | 永丘昭典 |
| 12   | 12月26日       | 雪国に駒子をみた           | 山崎晴哉 | 岡崎稔   |
| 12   | 12月26日       | 煩悩指数180                | 山崎晴哉 | 御厨恭輔 |
| 13   | 1977年 1月2日  | 波乱含みの事始め           | 城山昇   | 岡崎稔   |
| 13   | 1977年 1月2日  | お色気マージャン           | 山崎晴哉 | 石黒昇   |
| 14   | 1月9日         | キンレイ社長               | 山崎晴哉 | 御厨恭輔 |
| 14   | 1月9日         | あこがれのあわおどり       | 伊東恒久 | 棚橋一徳 |
| 15   | 1月16日        | 成人式!宴のあと            | 伊東恒久 | 永丘昭典 |
| 15   | 1月16日        | 悠々人生柄じゃない         | 山崎晴哉 | 石黒昇   |
| 16   | 1月23日        | ヨーコのテレビ騒動         | 杉江彗子 | 御厨恭輔 |
| 16   | 1月23日        | 衝撃の家出                 | 山崎晴哉 | 岡崎稔   |
| 17   | 1月30日        | ゴリラに抱かれて           | 杉江彗子 | 御厨恭輔 |
| 17   | 1月30日        | ラブホテル炎上             | 伊東恒久 | 岡崎稔   |
| 17   | 1月30日        | かくし子大発見             | 山崎晴哉 | 石黒昇   |
| 18   | 2月6日         | スキーは楽し               | 伊東恒久 | 石黒昇   |
| 18   | 2月6日         | 執念の意識大革命           | 松岡誠一 | 永丘昭典 |
| 18   | 2月6日         | ヨーコのお座敷キャバレー   | 伊東恒久 | 石黒昇   |
| 19   | 2月13日        | いたたまれぬ事情           | 山崎晴哉 | 岡崎稔   |
| 19   | 2月13日        | 誘惑の午後                 | 伊東恒久 | 永丘昭典 |
| 19   | 2月13日        | 狂乱!春風城                | 山崎晴哉 | 石黒昇   |
| 20   | 2月20日        | 雀鬼!麻朱磨呂              | 深谷陽子 | 岡崎稔   |
| 20   | 2月20日        | 夢のマイカー               | 金子裕   | 石黒昇   |
| 20   | 2月20日        | 迷コック大奮戦             | 杉江彗子 | 岡崎稔   |
| 21   | 2月27日        | ガイジンこわ～い           | 杉江彗子 | 永丘昭典 |
| 21   | 2月27日        | ああギックリ腰             | 城山昇   | 石黒昇   |
| 21   | 2月27日        | 大騒動!花の国際線          | 伊東恒久 | 岡崎稔   |
| 22   | 3月6日         | 恐怖!ピンクの象            | 城山昇   | 永丘昭典 |
| 22   | 3月6日         | 春雨はホロ苦く             | 山崎晴哉 | 岡崎稔   |
| 22   | 3月6日         | 派閥にタダノリ             | 城山昇   | 岡崎稔   |
| 23   | 3月13日        | 暁の大出勤                 | 城山昇   | 永丘昭典 |
| 23   | 3月13日        | 中年テニス                 | 伊東恒久 | 石黒昇   |
| 23   | 3月13日        | すばらしきモデル           | 城山昇   | 石黒昇   |
| 24   | 3月20日        | 華麗なる老後               | 松岡一   | 永丘昭典 |
| 24   | 3月20日        | 赤ちゃんはどこから?        | 伊東恒久 | 石黒昇   |
| 24   | 3月20日        | 夫婦で内職                 | 杉江彗子 | 岡崎稔   |
| 25   | 3月27日        | 花は桜木・人は係長         | 山崎晴哉 | 御厨恭輔 |
| 25   | 3月27日        | 騒然大野球                 | 伊東恒久 | 岡崎稔   |
| 25   | 3月27日        | 咲いた花なら               | 山崎晴哉 | 棚橋一徳 |

- 1976年12月5日は第34回衆議院議員総選挙関連選挙特別番組のため休止[1]。

### 登場人物
- 綾路地麻朱麿呂（あやのろじ・ましゅまろ）（声：富田耕生）
- ヨーコ（声：向井真理子）
- 太郎（声：西川和孝）
- 大熊大五郎（声：滝口順平）
- その他 - 西川幾雄、松金よね子、増岡弘、たてかべ和也、北川知絵、八代駿、峰あつ子、肝付兼太、水鳥鉄夫、作間功、森ひろ子、小宮和枝、八奈見乗児、原えおり、丸山裕子、京田尚子、古川登志夫、兼本新吾、佐久間あい、小出和明、松岡武司、巴菁子、朝戸鉄也、鈴木れい子

### 放送局
- 毎日放送（制作局）：日曜 22:30 - 23:00
- 北海道放送：日曜 22:30 - 23:00[3]
- 東北放送：日曜 22:30 - 23:00[4]
- 福島放送（1981年10月 - 1982年4月に放送）：土曜 0:05 - 0:35（金曜深夜）[5]
- TBS：日曜 22:30 - 23:00
- テレビ山梨：土曜 23:15 - 23:45[6]
- 信越放送：土曜 23:10 - 23:40[7]

| 毎日放送制作・TBS系列 日曜22時台後半枠 | 毎日放送制作・TBS系列 日曜22時台後半枠 | 毎日放送制作・TBS系列 日曜22時台後半枠 |
| 前番組                                 | 番組名                                 | 次番組                                 |
| -------------------------------------- | -------------------------------------- | -------------------------------------- |
| 20世紀の映像                           | 花の係長 ↓ まんが 花の係長             | トークロータリー 話題のチャンネル      |